# (35420) 1998 AG6
1998 AG6 (asteroide 35420) é um asteroide da cintura principal. Possui uma excentricidade de 0.14978770 e uma inclinação de 10.93309º.
Este asteroide foi descoberto no dia 8 de janeiro de 1998 por ODAS em Caussols.